# Admission
Admission (prt: Aprovado; bra: A Seleção) é uma comédia dramática romântica lançada em 2013 realizada por Paul Weitz que estrela Tina Fey e Paul Rudd. O filme foi lançado nos Estados Unidos e Canadá em 22 de Março de 2013. É uma adaptação do romance homônimo de Jean Hanff Korelitz.

## Elenco
- Paul Rudd como John Pressman
- Michael Sheen como Mark
- Tina Fey como Portia Nathan
- Lily Tomlin como Susannah
- Wallace Shawn como Clarence
- Nat Wolff como Jeremiah Balakian
- Gloria Reuben como Corinne
- Travaris Spears como Nelson

## Produção
O filme é dirigido por Paul Weitz, conhecido por seu trabalho em About a Boy, e baseado no romance de mesmo nome de Jean Hanff Korelitz. O filme foi rodado tanto no campus da Universidade de Princeton e no Manhattanville College, em Purchase, Nova York. Um trailer do filme foi lançado em 20 de novembro de 2012. O filme foi lançado em 22 de março de 2013.

## Recepção
Admission recebeu críticas mistas dos críticos, segurando uma classificação de 38% em Rotten Tomatoes baseado em 143 comentários, com o consenso do site: "Admission tem um par de fios extremamente simpático em Tina Fey e Paul Rudd, mas desperdiça-los em um roteiro planejado (e desajeitadamente dirigido)." Metacritic dá uma pontuação média de 48% com base em 39 comentários, indicando  "críticas mistas ou médias".